# Relaciones Canadá-Unión Europea
Las relaciones entre Canadá y la Unión Europea (UE) se remontan a los años 50. Si bien la relación es principalmente económica, también hay asuntos de cooperación política. Además, Canadá y los miembros de la UE tienen formas similares de gobierno y los canadienses hablan idiomas europeos (el inglés y el francés son idiomas oficiales y mayoritarios). Canadá había logrado la independencia total del Reino Unido después de la Patriación en 1982, pero mantiene numerosos vínculos constitucionales con su antigua nación anfitriona. Comparten el mismo jefe de Estado, el mismo sistema de gobierno y una cultura muy similar. En Francia y las provincias canadienses de Nuevo Brunswick, Ontario y Quebec se habla el francés, situándose en estas dos la mayoría de la población canadiense demográficamente francesa. Aunque el Reino Unido ya no es miembro de la UE desde 2020, las sólidas relaciones bilaterales de Canadá con Francia (un miembro de la UE) ayudan a acercar a Canadá diplomáticamente a la unión.
Dos territorios de ultramar de miembros de la UE (Groenlandia y San Pedro y Miquelón) se encuentran adyacentes a las aguas territoriales canadienses.

## Historia
La relación de Canadá con Europa es el resultado de las conexiones históricas generadas por el colonialismo y la inmigración masiva de europeos a Canadá. En la Edad Media, Canadá fue colonizada por primera vez por los vikingos en las costas de la isla de Baffin, más las de Terranova y Labrador. Sin embargo, siglos después en la Edad Moderna, sería principalmente colonizada por Francia y, después de 1763, se incorporó formalmente al Imperio británico tras su conquista en la guerra de los Siete Años. Además, también tuvo influencia colonial por parte de España en  Columbia Británica, más el sur de Alberta y Saskatchewan.
El Reino Unido tiene relaciones muy estrechas con Canadá, debido a su pasado colonial británico, y ambos son Reinos de la Mancomunidad de Naciones. Sin embargo, el Reino Unido abandonó la Unión Europea el 31 de enero de 2020. Históricamente, las relaciones de Canadá con el Reino Unido y los Estados Unidos solían tener prioridad sobre las relaciones con la Europa continental. Sin embargo, Canadá tenía vínculos con países europeos a través de la alianza occidental durante la Segunda Guerra Mundial, las Naciones Unidas y la OTAN antes de la creación de la Comunidad Económica Europea (CEE).

### Acuerdos
La historia de las relaciones de Canadá con la UE está mejor documentada en una serie de acuerdos económicos:
En 1976, la CEE y Canadá firmaron un Acuerdo Marco de Cooperación Económica, el primer acuerdo formal de este tipo entre la CEE y un país tercero industrializado. También, en 1976 se abrió la delegación de la Comisión Europea en Canadá en Ottawa.
En 1990, los líderes europeos y canadienses adoptaron una Declaración sobre relaciones transatlánticas, ampliando el alcance de sus contactos y estableciendo reuniones periódicas a nivel de la Cumbre y Ministerial.
En 1996, en la Cumbre de Ottawa, se hizo una nueva Declaración Política sobre las relaciones entre la UE y Canadá, adoptando un Plan de acción conjunto que identifica áreas específicas adicionales para la cooperación.

## Áreas de conflicto
Existe una tensión constante con respecto a la prohibición de la UE de importar productos de foca. Se pensaba que esto era un factor motivador en los esfuerzos de Canadá para evitar el bloqueo de la UE al Consejo Ártico.
Canadá también ha tenido disputas territoriales bilaterales con los Estados miembros de la UE, como en los casos de la guerra del fletán, la isla Hans en el Ártico y el archipiélago San Pedro y Miquelón.

## Acuerdo de Libre Comercio Canadá-UE
Desde junio de 2007, el gobierno de Canadá, dirigido por el primer ministro Stephen Harper, ha estado presionando a la UE y sus países miembros para que negocien un tratado de libre comercio (TLC) entre Canadá y la UE. El ex primer ministro francés Édouard Balladur apoyó la idea. The Canada Europe Roundtable for Business (CERT), fundada en 1999, ha sido un defensor principal de un acuerdo de libre comercio y cuenta con el respaldo de más de 100 jefes ejecutivos canadienses y europeos. CERT está copresidido por el exministro de comercio de Canadá, Roy MacLaren, y el exeditor de The Economistla revista bill emmott.
En junio de 2009, la Comisionada de Comercio de la UE, Catherine Ashton, y el ministro de Comercio Internacional de Canadá, Stockwell Day, publicaron una declaración conjunta sobre el inicio de las negociaciones para un Acuerdo Integral de Economía y Comercio (CETA). El Ministro declaró: "Esta primera reunión representa un paso sólido hacia un acuerdo económico histórico entre Canadá y Europa. Estas negociaciones son una prioridad para nuestro gobierno".
Canadá y la UE se mantuvieron en desacuerdo con la prohibición de importar productos de foca y el requisito de visa de Canadá para los ciudadanos de la UE de los Estados miembros de Bulgaria y Rumania. El CETA se ha aplicado provisionalmente desde septiembre de 2017.

## Membresía potencial a la UE
Desde 2005, varios editorialistas europeos estimaron que Canadá debería unirse a la Unión Europea (UE) argumentando que los valores culturales de los canadienses y los europeos tienen mucho en común, y que la membresía canadiense fortalecerá política y económicamente a ambas partes. Sin embargo, los funcionarios canadienses y de la UE no habían hecho comentarios al respecto. Aunque, recientemente, las constantes disputas comerciales con China y entre los países norteamericanos, más el impacto socioeconómico de la pandemia de COVID-19, han abierto un debate sobre la posibilidad de la mebresía de Canadá a la UE.
Si bien América del Norte y Europa están separadas entre los 3.000 km de distancia por el Atlántico norte, los partidarios de la hipotética membresía señalan que la UE ya tiene un miembro fuera de Europa, Chipre, que está geográficamente en Asia Occidental. Además, Canadá es el país soberano americano más próximo al continente europeo (concretamente a Europa Septentrional —este dato puede ser más relevante si Groenlandia se une de nuevo a la Unión Europea—) y ambas partes disfrutan de una asociación estratégica estrecha y amistosa. Así por ejemplo, la Delegación de la UE en Canadá, en cooperación con las misiones de los países de la UE, promueve la cultura europea durante todo el año a través de una serie de actividades de diplomacia pública bien establecidas. Estos eventos han sido eficaces para aumentar el conocimiento y la comprensión de la UE y sus relaciones con Canadá. En 2019, se propuso la unión de Canadá a la iniciativa de investigación científica Horizonte Europa de la UE. Además, Canadá es miembro del Consejo de la Agencia Espacial Europea.
Por otra parte, la UE es el segundo socio comercial de Canadá, según una información publicada en 2021 por el gobierno de ese país. En este sentido, cabe señalar que el Acuerdo Integral de Economía y Comercio (CETA) es posiblemente el tratado de libre comercio de mayor alcance entre la UE y un país extranjero. Debido a la naturaleza del CETA, se ha insinuado que no estaría tan lejos una membresía a la UE y que esto ayudaría a disminuir la dependencia canadiense de Estados Unidos con respecto al comercio y la seguridad. 
En lo que respecta al idioma, las provincias canadienses de Nuevo Brunswick, Ontario y Quebec ayudarían a fortalecer el bloque francófono en la UE junto a Bélgica, Francia y Luxemburgo. Canadá también podría traer un nuevo bloque anglófono a la UE tras el Brexit.